# U47 (潜水艦・2代)
|          |                                                                                              |
|          |                                                                                              |
| 基本情報 |                                                                                              |
| 建造所   | ドイッチェヴェルフト社                                                                       |
| 運用者   | ドイツ国防軍海軍                                                                             |
| 艦種     | 潜水艦                                                                                       |
| 級名     | UボートVIIB型                                                                                |
| 艦歴     |                                                                                              |
| 起工     | 1937年2月27日                                                                                |
| 進水     | 1938年10月29日                                                                               |
| 就役     | 1938年12月17日                                                                               |
| その後   | 1941年3月7日北大西洋ロッコール近海にて行方不明                                               |
| 性能諸元 |                                                                                              |
| 排水量   | 水上：753トン 水中：857トン                                                                  |
| 全長     | 66.5m                                                                                        |
| 耐圧殻長 | 48.8m                                                                                        |
| 全幅     | 6.2m                                                                                         |
| 耐圧殻幅 | 4.7m                                                                                         |
| 吃水     | 4.74m                                                                                        |
| 速力     | 水上：17.9kt 水中：8kt                                                                       |
| 航続距離 | 水上：10ktで8,700海里 水中：4ktで90海里                                                      |
| 運用深度 | 220m                                                                                         |
| 燃料     | 重油：113.5トン                                                                              |
| 乗員     | 士官4名と40～56名                                                                            |
| 兵装     | 53.3cm魚雷発射管 艦首4門 艦尾1門 魚雷(最大) 14発 TMA 機雷26発 8.8cm機銃1機 2cm C/30対空砲1機 |

U47はドイツ海軍がかつて運用したUボートVIIB型潜水艦。

## 艦歴
1938年12月17日に就役し、ギュンター・プリーン指揮の下で第7潜水隊群に所属した。総哨戒出撃数は10回、イギリスの戦艦ロイヤル・オークを含む31隻を撃沈し、8隻に損傷を与えた。U-47は第二次世界大戦で最も成功したUボートの1つとして位置付けられている。1941年3月に北大西洋ロッコール近海にて消息不明となっている。

### 第1哨戒
1938年12月17日に就役。同日第7潜水隊群に配属され、艦歴全体を通して第7潜水隊群で運用された。U47は1939年9月に、戦争が勃発する前に出航、開戦後直ちに攻撃が可能となるように行動していた。戦闘開始の2週間前、1939年8月19日にキール軍港から最初の任務に向けて出航し、イギリス諸島を一周した後、ビスケー湾に入った。9月3日の宣戦布告後、U47はイギリス艦に対する攻撃を開始するよう命令を受けるが、開戦初日は敵艦との遭遇はなかった。ドイツの潜水艦U30による客船アセニア号撃沈の知らせは、潜水艦議定書を厳守する命令とともに、翌日プリーンに届いた。哨戒中にU-47が最初に遭遇した船は、プリーンが検閲後に解放した中立のギリシャの貨物船だった。さらに2隻の中立船に遭遇したが、プリーンはそれらを停船させることはしなかった。
U47は9月5日の夜明け直後、貨物船ボスニアを発見した。U47は浮上し、C35 88mm砲/L45砲を一発発射して船を止めようとしたが、代わりにボスニアは蒸気を発し、その船名と位置を無線で知らせるとともに警報を発した。その後、U47はすぐに88mm砲を4度発射し、乗組員に船を放棄するよう促した。U47はボスニアの乗組員を潜水艦に乗せ、乗組員の脱出中に転覆した救命ボートの救助を支援した。ノルウェーの船も到着し、生存者全員を乗せた。乗組員の下船後、U47はボスニアに向け魚雷を発射して撃沈した。2,407トンのボスニアは開戦後に沈没したイギリスの船としては2番目となった。
U47がイギリスの貨物船リオカルロ（4,086トン）に遭遇したのは翌日の夜遅くであった。再びプリーンは民間船に対して砲撃を行い停船させることを選択した。リオカルロは停船して乗組員は船を放棄した。乗組員が不在になった後、U47は魚雷によってリオカルロを撃沈した。 
9月7日、プリーンはさらに別のイギリスの貨物船ガルタボンに遭遇した。砲撃後、乗組員が下船した後に魚雷で処分しようとしたが、魚雷発射管が故障していたため、砲撃によって鉄鉱石を満載したガルタボンを沈めた。
最初の哨戒を終え、1939年9月15日にキールに帰投。戦果は貨物船3隻、計8,270トンであった。 

### 第2哨戒
1939年10月8日、U47は2回目の哨戒任務を開始した。

今回は特別な任務であり、非常に危険な成功率の低い任務であった。目的地はイギリス海軍の主要な泊地であったスカパ・フロー。そこに停泊するイギリスの主力艦隊を攻撃することが任務であった。
出港から6日後の1939年10月14日、イギリス海軍の主要基地スカパ・フロー泊地への侵入に成功。しかし、前日の13日にイギリス海軍の主力は同泊地を出港しており、襲撃の当日は本国艦隊のほとんどは不在であった。しかし、U47はなんとか標的である戦艦ロイヤル・オークを発見し、磁気魚雷G7を発射するも、ロイヤル・オークの錨を切断するのみであった。U47は魚雷を再装填した後、3発の魚雷の一斉射を行い、その内の1発が艦底で爆発した。ロイヤル・オークは甚大な被害を受け、深刻な浸水が発生した。ロイヤル・オークは魚雷の爆発から15分程で沈没し、800人以上の兵士が戦死した。
この攻撃に際し、プリーンはニックネーム"The Bull of Scapa Flow"を名付けられた。その後、鼻を鳴らす雄牛のエンブレムがU47の司令塔に描かれ、それは第7潜水隊群のエンブレムとなった。プリーンはUボートの船員としては初、ドイツ海軍としても2番目となる騎士鉄十字章を授与された。

### 第3哨戒
U47は11月16日にキールを出航し、北海へ向かった。イギリス諸島を巡回しビスケー湾とイギリス海峡に向かった後、U47はさらに12月5日にナバソタ、12月6日にノルウェーの汽船ブリッタ、12月7日にタジャンドエンを沈めた。ナバソタが沈没した後、イギリス駆逐艦による爆雷攻撃を受けるが、U47は攻撃を回避して無傷であった。

### 第4哨戒
U47はヴィルヘルムスハーフェン港を出港し、19日間北海を巡回したが、3月25日にデンマークの蒸気商船ブリッタを撃沈したのみで、3月29日にヴィルヘルムスハーフェンに帰投した。

### 第5哨戒
1940年4月3日にヴィルヘルムスハーフェンを出航し、再び北海に向かった。4月19日頃、イギリスの戦艦ウォースパイトを狙って魚雷を発射したが、魚雷は命中しなかったか、または不発であった。近くの駆逐艦数隻が爆雷によりU47を沈めようとしたが、U47はかろうじて離脱した。5回目の哨戒では沈没させた船はなかった。

### 第6哨戒
U47の6回目の哨戒は前回よりもはるかに大きな成果を挙げた。1940年6月3日にキールを離れた後北海に出て、アイルランドの南海岸沖で活動した。U47の他の6隻のUボートとともにウルフパックを展開し、護送船団を攻撃した。8隻の敵船を撃沈した後、7月6日にキールに戻った。

### 第7哨戒
U47の7回目の哨戒では、イギリス諸島の北を航行し、アイスランドの南にある北大西洋に向かった。30日間で合計6隻の敵船を沈め、1隻を損傷させた。9月25日、U47は当時ドイツの支配下となっていたフランスのロリアン港に入った。 

### 第8哨戒
1940年10月14日にロリアンを出航し、4隻の敵船を沈め、さらに2隻に損傷を与えた。

### 第9哨戒
1940年11月3日に母港のロリアンを出航し、連合軍の護送船団を探して北大西洋に移動した。9回目の哨戒中に、3隻の船に損害を与え、1隻を撃沈した。 U47は12月6日にロリアンに戻った。 

### 第10哨戒
U47は1941年2月20日にロリアンを出航したが、1941年3月7日に行方不明となった。
アイルランド西部にて、イギリス駆逐艦ウォルヴァライン又はヴェリティに沈められたと考えられている。2021年現在まで、U47に何が起こったのかについての公式の記録はないが、乗組員全員が死亡したと推定されている。

## 関連作品
映画
- U47出撃せよ（ハラルト・ラインル監督、1958年、西ドイツ）